# تعلم اللغة المجتمعي
تعلم اللغة المجتمعي (CLL) هو نهج لتعليم اللغة  يعمل فيه الطلاب معًا لتطوير جوانب اللغة التي يرغبون في تعلمها. ويستند إلى نهج الإرشاد الذي يعمل فيه المعلم كمستشار ومعيد صياغة، بينما يُنظر إلى المتعلم على أنه عميل ومتعاون.
يؤكد (CLL)على شعور المجتمع في مجموعة التعلم، ويشجع التفاعل كوسيلة للتعلم، ويعتبر مشاعر الطلاب والاعتراف بالصراعات في اكتساب اللغة أولوية.
لا يوجد منهج دراسي أو كتاب دراسي للمتابعة، والطلاب أنفسهم هم الذين يحددون محتوى الدرس عن طريق المحادثات الهادفة التي يناقشون فيها الرسائل الحقيقية. والجدير بالذكر أنه يتضمن تقنيات الترجمة والنسخ والتسجيل.

## الخلفية
تم تطوير منهج (CLL) من قبل تشارلز آرثر كوران، كاهن يسوعي،  أستاذ علم النفس في جامعة لويولا في شيكاغو، وأخصائي استشاري.  تشير هذه الطريقة إلى دورين: دور المعرفة (المعلم) والطالب (المتعلم). كما تعتمد الطريقة على استعارة الاستشارات وتشير إلى هذه الأدوار كمستشار وعميل. وفقًا لكوران، يساعد المستشار العميل على فهم مشكلاته الخاصة بشكل أفضل من خلال «استيعاب جوهر اهتمامات العملاء... [و] المتعلقة بتأثير [العميل] في الإدراك...»؛ في الواقع، فهم العميل والرد بطريقة منفصلة ولكن تراعي.
للتوضيح، يمزج المستشار ما يشعر به العميل وما يتعلمه من أجل جعل التجربة ذات معنى. غالبًا ما يتطلب هذا الدور الداعم إنفاقًا على الطاقة أكبر من المدرس "العادي ''.

## الطرق

### النهج الطبيعي
مهام متعلم اللغة الأجنبية، وفقًا لـ (CLL)هي (1) فهم النظام الصوتي للغة (2) تعيين معاني أساسية للوحدات المعجمية الفردية و (3) بناء قواعد أساسية.
في هذه الخطوات الثلاث، يشبه (CLL) النهج الطبيعي لتدريس اللغة حيث لا يتوقع من المتعلم التحدث حتى يحقق بعض المستوى الأساسي من الفهم.
هناك 5 مراحل تطوير في هذه الطريقة.
1. مرحلة «الولادة»: نشأ شعور بالأمان والانتماء.
2. وكلما تحسنت قدرة المتعلمين، حققوا قدراً من الاستقلالية عن الوالدين.
3. يمكن للمتعلمين التحدث بشكل مستقل.
4. المتعلمون آمنون بما يكفي لاتخاذ النقد والتصحيح.
5. يصبح الطفل بالغًا.

### مجتمعات الإنترنت
نشأت هذه الأنواع من المجتمعات مؤخرًا مع انفجار الموارد التعليمية لتعلم اللغة على الويب. ظهرت موجة جديدة من لغات التعلم المجتمعية مع نمو الإنترنت وازدهار تقنيات الشبكات الاجتماعية. (CLLs) عبر الإنترنت هي خدمات شبكة اجتماعية مثل الإنجليزية، و (LiveMocha)التي تستفيد من مفهوم الويب 2.0 لمشاركة المعلومات وأدوات التعاون، والتي يمكن للمستخدمين من خلالها مساعدة المستخدمين الآخرين على تعلم اللغات من خلال الاتصال المباشر أو التصحيح المتبادل للتمارين المقترحة.

## الحواجز
عند تعلم لغة مختلفة أثناء وجودك في مجتمع متعدد اللغات، هناك بعض العوائق التي ستواجهها بالتأكيد. سبب هذه الحواجز هو أنه في تعلم اللغة أثناء وجود مجتمع متعدد الثقافات، ستفكر المجموعات الأصلية وغير الأصلية وتتصرف وتكتب بطرق مختلفة بناءً على كل من المعايير الثقافية الخاصة بها. تظهر الأبحاث أن الطلاب في البيئات متعددة الثقافات يتواصلون بشكل أقل مع أولئك الذين ليسوا على دراية بثقافتهم. تتضمن المشاكل طويلة المدى أن المتحدثين الأجانب سيكون لديهم شروط التعبير الخاصة بهم مجتمعه في اللغة الأم في المنطقة، والتي غالبًا ما تجعل الجمل محرجة للمتحدث الأصلي. يميل الطلاب الأصليون إلى تطوير موقف حصري تجاه المتحدث غير الأصلي لأنهم يشعرون بالتهديد عندما لا يفهمون اللغة الأجنبية. تتضمن المشاكل قصيرة المدى حقيقة أن الطلاب الأصليين عادة ما يفتقرون إلى معرفة متعمقة بالثقافات غير الأصلية، مما يجعلهم أكثر عرضة لعدم الرغبة في التواصل مع المتحدثين الأجانب. لأن هؤلاء الطلاب الأجانب نشأوا وتعلموا في بيئة ثقافية مختلفة تمامًا، فإن مذهبهم وهوياتهم ومنطقهم الذي يتشكل في سن مبكرة تتسبب في طرق مختلفة للتعبير عن الأفكار في كل من الكتابة المكتوبة والمنطوقة. سيتعين عليهم تعديل وإعادة تعريف هوياتهم الأصلية عندما يدخلون بيئة متعددة الثقافات (Shen، 459). هذا الامتحان ليس سهل. ونتيجة لذلك، سيحدث مستوى منخفض من المشاركة والتثقيف الاجتماعي لكل من المتحدثين الأصليين وغير الأصليين في المجتمع.